# Турлыханов, Кайрат Болатович
Кайрат Болатович Турлыханов (23 января 1960 г.род Аягузский район, Семипалатинская область, Казахская ССР — 12 мая 2020) — казахстанский государственный деятель. Президент акционерного общества «Вокзал-Сервис».

## Биография
- Кайрат Болатович Турлыханов 23 января 1960 г.род Аягузский район, Семипалатинская область.
- Отец: Турлыханов Болат (1934-1993), уроженец города Семипалатинска, мастер спорта по греко-римской борьбе, заслуженный тренер Республики Казахстан
- Мать: Марзия Турлыханова (1940), заслуженный учитель Казахской ССР, заслуженный деятель Казахстана
- Образование: Алма-Атинская школа Министерства внутренних дел СССР (1980), Университет «Кайнар» (1997), Евразийский институт рынка (1999), Инженер-техник, правовед-международник, финансист-экономист
- Брат: Турлыханов, Даулет Болатович

## Трудовой деятельности
- Служил в органах внутренних дел (1980-1987);
- Начальник отдела учреждения ЛА-155/10 (1987-1991);
- Директор частного предприятия «Мадина» (1991-1993);
- Начальник службы безопасности фирмы «Philip Morris» (1993-1995);
- Начальник таможни «Бахты» (1995-1998);
- Генеральный директор ГККП «Дирекция по реализации строительства моста через реку Иртыш в городе Семипалатинске» (1998-2001);
- Аким города Семипалатинска Восточно-Казахстанской области (11.2001-10.2002);[1]
- Начальник управления охраны окружающей среды Восточно-Казахстанской области (10.2002-06.2006);
- Советник секретаря совета безопасности Республики Казахстан (06.2006-11.2006);
- Председатель комитета транспортного контроля Министерства транспорта и коммуникаций (11.2006-07.2007);
- Советник Министра транспорта и коммуникаций Республики Казахстан (2007-2009);
- Директор республиканского государственного предприятия «Информационно-производственный центр» комитета регистрационной службы и оказания правовой помощи Министерства юстиции Республики Казахстан (12.2009-05.2011);
- Президент акционерного общества «Центр транспортного сервиса» (05.2011-12.2011);
- Президент акционерного общества «Вокзал-Сервис» (с 12.2011)

## Прочие должности
- Председатель Семипалатинского городского филиала партии «Отан» (1999-2004);
- Член политсовета партии «Отан» (03.1999-11.2002);
- Заместитель председателя Восточно-Казахстанского областного филиала партии «Отан» (2004-2006);
- Президент федерации тяжелой атлетики Республики Казахстан;
- Вице-президент Азиатской федерации тяжелой атлетики
- Депутат Восточно-Казахстанского областного маслихата (1999-2002);
- Кандидат в депутаты Мажилиса Парламента Республики Казахстан 2-го созыва (2000, довыборы)

## Награды
- Почетная грамота Республики Казахстан
- 2001 — Орден Курмет
- 2009 — Орден Парасат[2][3]
- 2015 — Почетный президент Федерации тяжелой атлетики Республики Казахстана [4]